# Henri Zislin
Henri Louis Constantin Zislin (* 16. Juni 1875 in Mülhausen, Elsass; † 5. Mai 1958 in Paris) war ein elsässischer Journalist und politischer Karikaturist.

## Werdegang und Werk

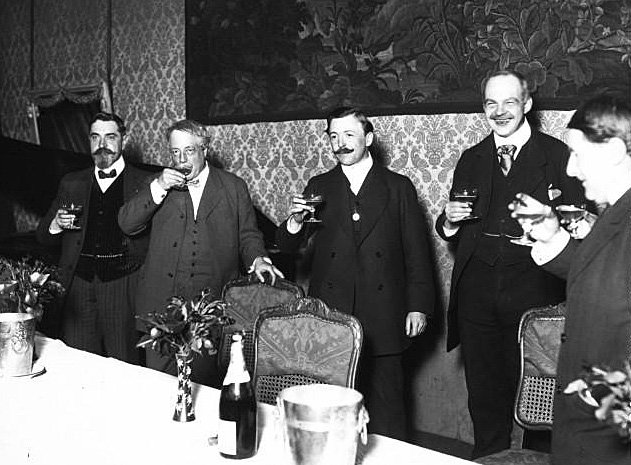
Henri Zislin (Mitte), links neben ihm Jean-Jacques Waltz und rechts Adolphe Willette

Henri Zislin war der Sohn des in Sausheim geborenen Constantin Zislin und dessen Frau Louise, geborene Würth. Henri Zislin lernte Industriezeichner und arbeitete in der Textilindustrie. Ab 1903 begann er mit seinen politischen Karikaturen in der Zeitschrift D'r Klapperstei, die bis 1905 erschien. Als Autodidakt erlernte er die dazu notwendigen künstlerischen Fähigkeiten selbst. 1905 brachte er die Broschüre Das Elsass als Bundesstaat heraus, in der er Autonomie für seine Heimatregion forderte. Die Broschüre wurde verboten und Zislin erhielt eine Gefängnisstrafe. In Frankreich wurde er wegen seines Einsatzes für die Pressefreiheit und die Idee des französischen Elsass als Held gefeiert und war berühmter als in seiner Heimat. Zislin gab von 1907 bis 1914 eine zwölfseitige Zeitschrift Dur’s Elsass heraus. In jeder der 190 Ausgaben waren zehn bis zwölf Zeichnungen Zislins. Insgesamt sechsmal kam Zislin für seine Werke ins Gefängnis. Während des Ersten Weltkriegs arbeitete er für Kriegsberichte der französischen Armee, die für die elsässische Bevölkerung gedruckt wurden. 156 Titelseiten – meist Aquarelle – der insgesamt 194 Ausgaben wurden von Zislin gezeichnet. Nach dem Krieg erstellte er Zeichnungen gegen die elsässische Autonomiebewegung. Im nun französischen Elsass empfand er die Autonomiebestrebungen, die er unter deutscher Verwaltung unterstützt hatte, als falsch.
Mit seinen Zeichnungen bediente Zislin die seinerzeit üblichen Klischees. In seinen Zeichnungen sterben stets die schlecht gekleideten, mit Monokel und Bart versehenen Deutschen und nie die elegant gekleideten Franzosen.
In Mühlhausen ist die Rue Henri Zislin nach ihm benannt.